# Ya Po Ah Terrace
Das Ya-Po-Ah Terrace (oft als The High Place bezeichnet) ist ein Gebäude in Downtown Eugene und das höchste Gebäude der Stadt. In der Vergangenheit wurde der Bau oft kontrovers diskutiert, nachdem er 1968 als Altenheim am Fuße eines Hügels errichtet wurde.

## Geschichte
Der Name „Ya Po Ah“ leitet sich aus der Sprache der Kalapuya-Indianer, eines Indianerstamms aus der Region des Willamette Valley, ab und bedeutet wörtlich übersetzt Very High Place (deutsch: ‚sehr hoher Ort‘). Der Name beruht auf der Bezeichnung des Skinner Butte, eines Hügels in Eugene, der nach dem Stadtgründer Eugenes, Eugene Franklin Skinner, benannt wurde.
Das Apartmentgebäude zählt 222 Zimmer auf 18 Stockwerke verteilt. Außerdem beherbergt es auch einen Konzertsaal sowie eine Bücherei und verschiedene Läden. Kurz nach der Fertigstellung des Gebäudes im Jahre 1968 kam es zu öffentlichen Beschwerden über die Größe und Höhe des Baus, was dazu führte, dass kurz darauf mehrere Gesetze verabschiedet wurden, die die Maximalhöhe und Etagenzahl für zukünftige Bauprojekte beschränken sollte. Hierdurch sollte vor allem die freie Sicht auf die angrenzenden Berge sichergestellt werden. Jedoch kam es durch den Gesetzesbeschluss bis in die späten 1990er dazu, dass die Ausdehnung der Stadt in die Höhe im Stadtzentrum verhindert wurde, wodurch die vorstädtischen Regionen im Zuge des Bevölkerungswachstums expandieren mussten. Erst im letzten Jahrzehnt wurde damit begonnen, die Beschränkungen schrittweise abzubauen, um eine Entwicklung von Downton Eugene zu forcieren.